# Renfanefjädermott
Renfanefjädermott (Gillmeria tetradactyla) är en fjärilsart som först beskrevs av Carl von Linné 1758.  Renfanefjädermott ingår i släktet Gillmeria, och familjen fjädermott. Arten är reproducerande i Sverige.

## Kännetecken
Vingbredd 23–27 mm. Framvingarnas grundfärg blekgul, starkt överdragen med roströda fjäll så att grundfärgen endast är synlig på ett fåtal ställen. Bakvingar bruna.

## Liknande arter
Arten skiljer sig från röllikafjädermott, Gillmeria pallidactyla, genom bakskenbenen där den senare har brunaktiga skenben från mitten till bakre spetsen medan renfanefjädermottet har skenbenen ljusare och endast mörkbruna från första sporrparet. 

## Levnadssätt
Fjärilen flyger såväl på dagen som på natten och kommer till ljus. 

## Flygtid
Juni-augusti. 

## Förekomst
Finns i skogsmiljöer, på ängsmark, längs vägkanter och liknande där det växer renfana.

## Biologi
Larven lever från september till maj först i skotten senare i stjälken av renfana, förpuppning på undersidan av ett blad eller på stjälken.   

## Näringsväxt
Renfana (Tanacetum vulgare).

## Utbredning
Förekommer tämligen allmänt från Skåne till Norrbotten. I övriga Norden förekommer den i Danmark, Norge och Finland.

## Bildgalleri

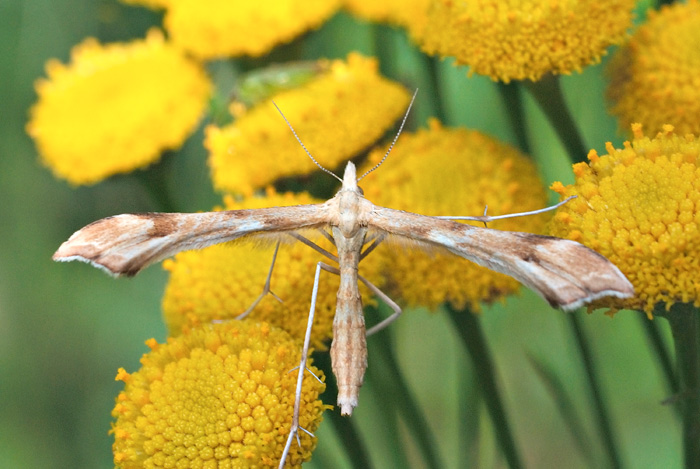